# Chécy
Chécy is een stad in de Loiret in Frankrijk. Chécy is gelegen bij de Loire en bij het kanaal van Orléans aan de ene kant en het bos van Orléans aan de andere kant. Chécy ligt op 10 km afstand van Orléans. De gemeente telde 8.948 inwoners op 1 januari 2022.
Chécy is op een bijzondere plek gelegen, er zijn sporen gevonden die naar een bewoning in het Vroeg-paleolithicum wijzen, de plaats waar de stad nu staat zou al 400.000 jaar bewoond zijn.

## Geografie
De oppervlakte van Chécy bedroeg op 1 januari 2022 15,47 vierkante kilometer; de bevolkingsdichtheid was toen 578,4 inwoners per km².

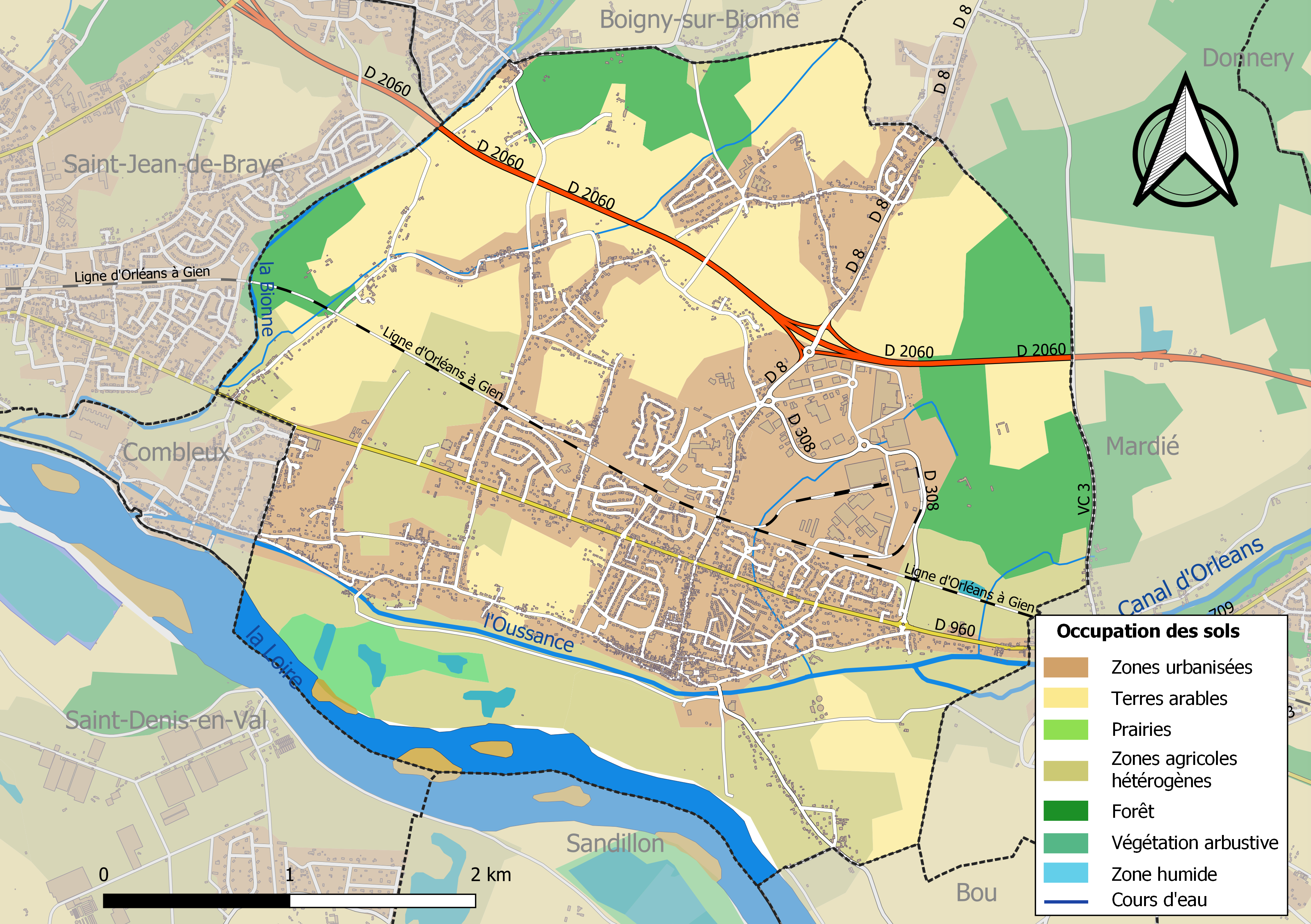
Kaart van de gemeente met de belangrijkste infrastructuur, bodemgebruik en omliggende gemeenten

## Bezienswaardigheden
- Église Saint-Pierre, een kerk met een 12e-eeuwse klokkentoren, de rest van de kerk dateert uit de 13e eeuw (geklasseerd monument[2]);
- Château de la Prêche, een grotendeels 17e-eeuws kasteel;
- Château de Reuilly, een 18e-eeuws kasteel;
- Château du Crot, kasteel uit de 17e eeuw, met delen aangebouwd/verbouwd in de 19e eeuw;
- Château de Portmorand, alleen de ruïnes zijn er nog van over, uit de 16e eeuw;
- Tonneliersmuseum. Tot het eind van de 19e eeuw was de wijnbouw de belangrijkste bron van inkomsten van de streek. Daaraan gelieerd was de productie van wijntonnen. Het museum toont met name het ambacht van tonnenmaker en de daarbij behorende artefacten.

## Demografie
Onderstaande figuur toont het verloop van het inwonertal (bron: INSEE-tellingen).

## Overige
Chécy is ook de naam van de kaas die in deze streek geproduceerd wordt.

## Afbeeldingen

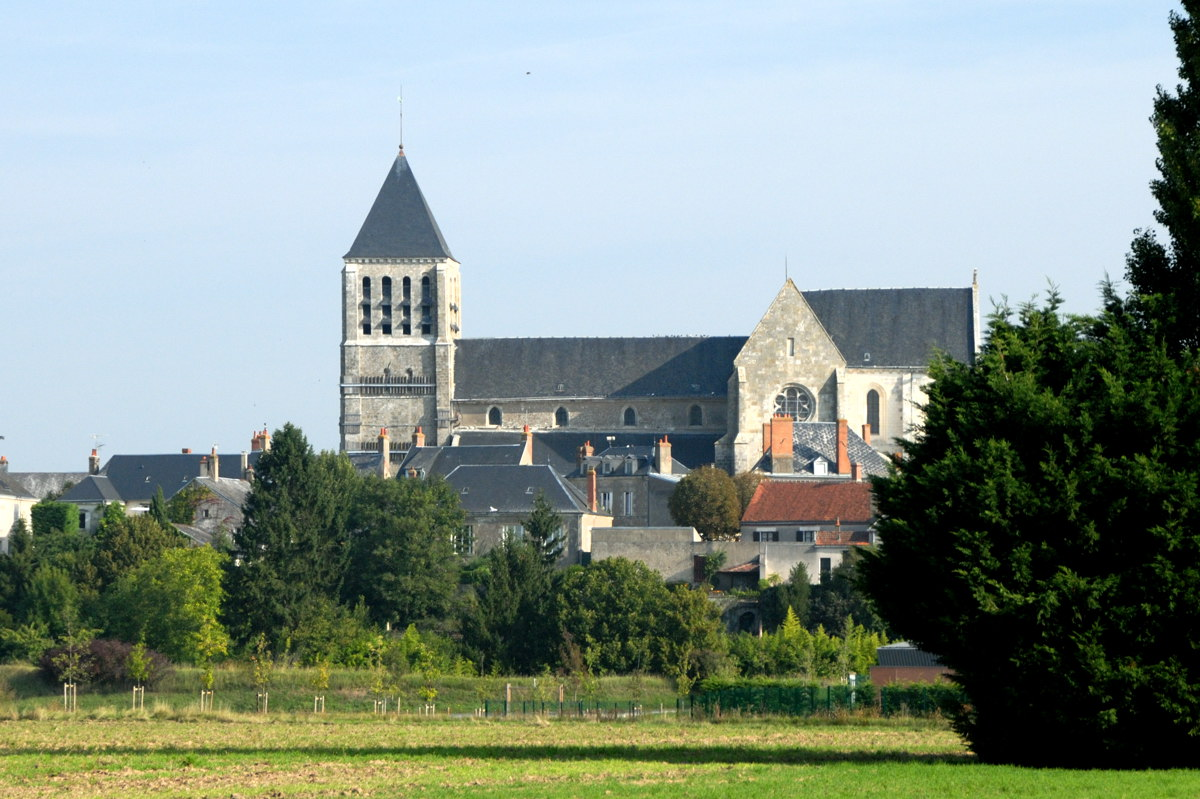
Église Saint-Pierre
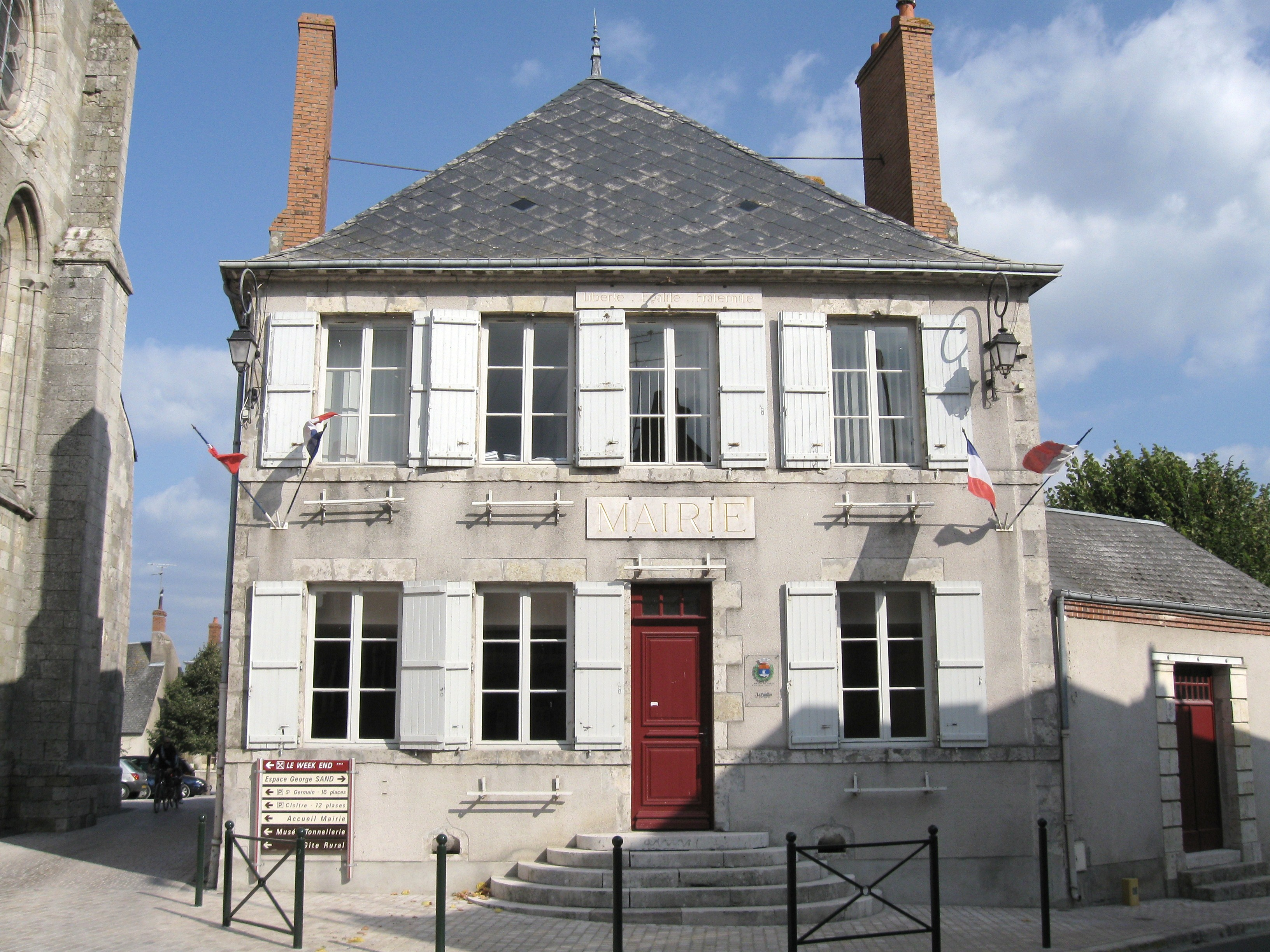
Gemeentehuis
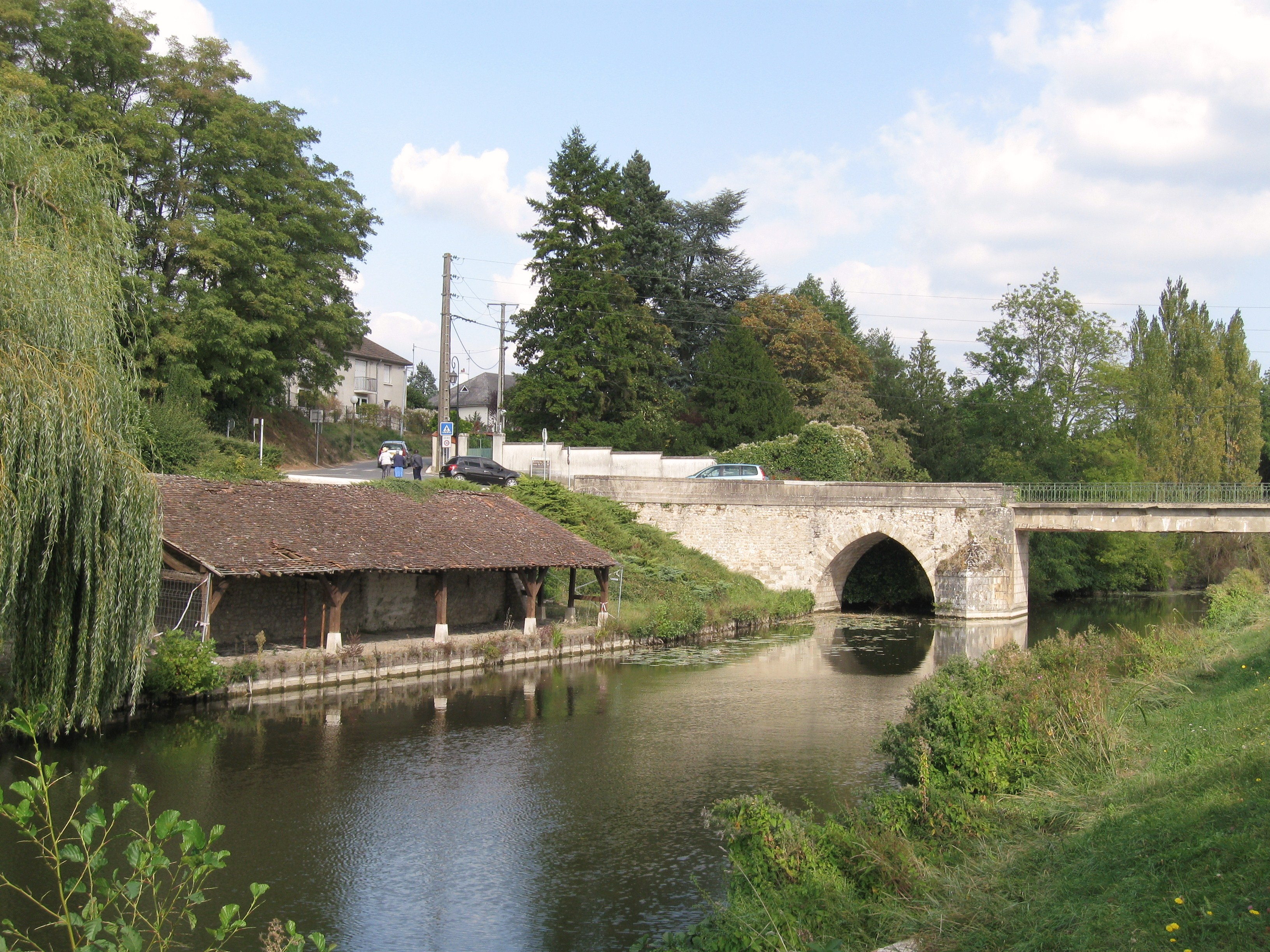
Canal d'Orléans
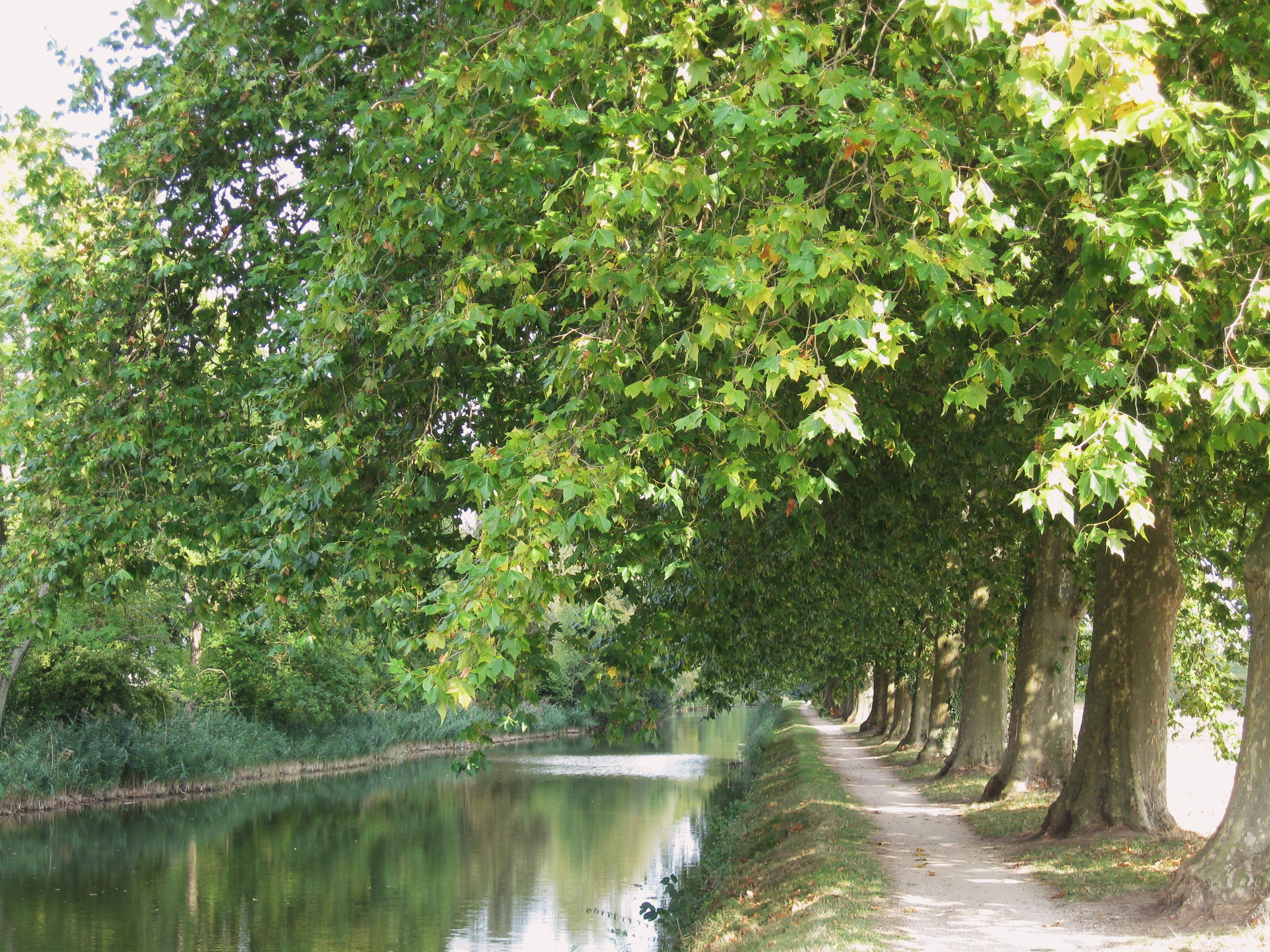
Canal d'Orléans
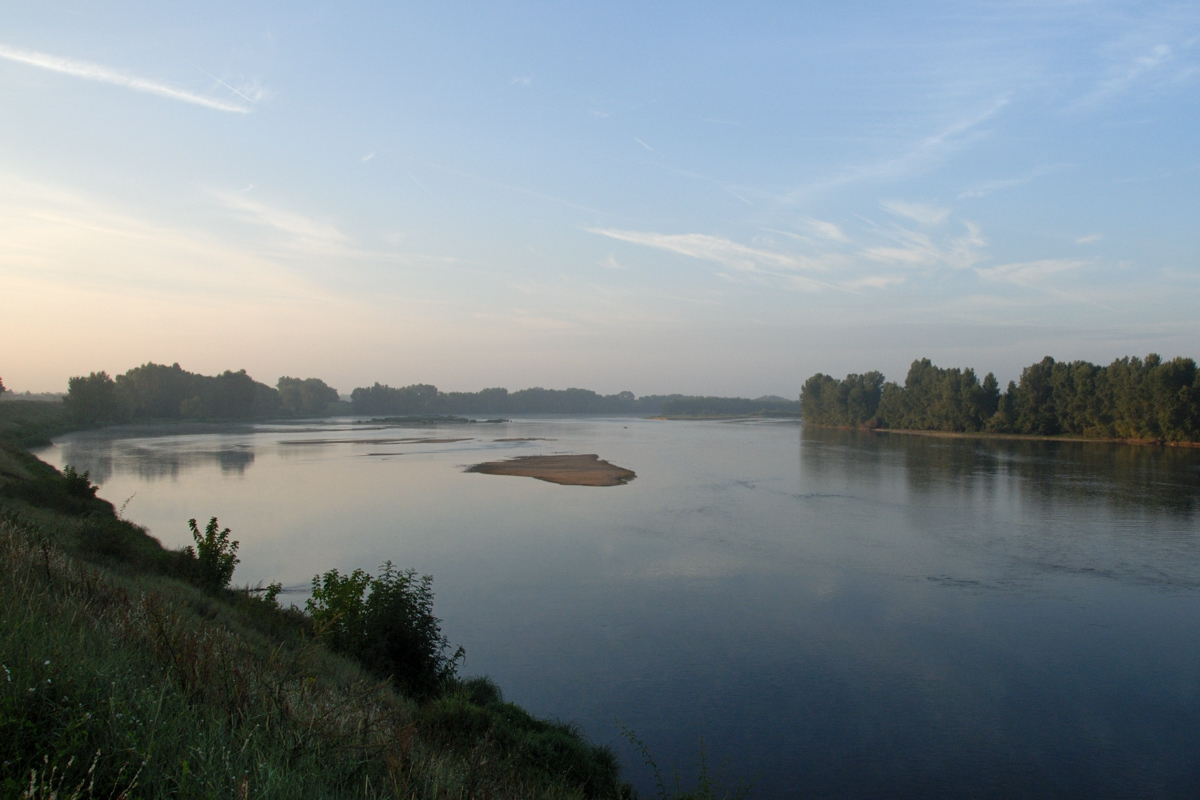
la Loire